# Карандила (оркестър)
 Тази статия е за оркестър „Карандила“.  За местността вижте Карандила.  
„Карандила“ е цигански духов оркестър, основан през 1994 година в сливенския квартал „Надежда“. В стила му се смесват характерна за Балканите музика (главно от т. нар. „сватбарска“ традиция) и най-разнообразни елементи на джаз.
Наречен е на старопланинската местност Карандила. Диригент му е Ангел Тичалиев, син на Михаил Тичалиев (Мамулито), който през 50-те години на 20 век също ръководи духова формация с това име.
Идеята на новия „Карандила“ е да преосмисли циганската традиция в съвременен контекст. За изпълненията си оркестърът ползва кларинети, тромпети, туби, саксофони, барабани, цигулки, чинели, глас.
Силното развитие на кариерата му започва от 1999-а, с работата по проекта „Циганско лято“ и триумфа на фестивала Jazz Across the Border в Берлин.

## Състав
- Ангел Тичалиев: тромпет, перкусии
- Кути Върбанов – Уилямс: тромпет
- Ангел Куртев – Меми: кларинет, зурна
- Радко Демирев: алтсаксофон
- Иван Черкезов: туба
- Сашо Булгариев: туба
- Димитър Панайотов: туба
- Божко Димитров: тъпан
- Иван Демирев – Тарато: барабани
- Асен Куртев: баскитара
- Анита Кристи: вокал

## Участия
- 1994: свирят на 4-тия Рома Фестивал в Стара Загора. Година по-късно издават първия си албум;
- 1997: по покана на френския телевизионен Canal+, който прави филм за ромите в България, написват музиката към филма „Циганско лято“ (саундтракът е издаден през 1999 година в България от „Кукер мюзик“);
- Юни 1999-а: заедно с Иво Папазов постигат изключителен успех на фестивала Jazz Across The Border в Берлин;
- 1999: свирят заедно с джаз-пианиста Милчо Левиев;
- 2000-а: турне с Горан Брегович в Италия;
- 2002/2003: участия в продукцията на Виенската Фолксопера „Графиня Марица“ на Имре Калман под режисурата на Вера Немирова;
- 2006: европейско турне за промоцията на „Cyclops Camel“ с певицата Анита Кристи в Будапеща, Регенсбург, Люксембург, Бърно, Виена;
- 2006: на 25 април музикантите откриват фестивала Джаз+ в София с улично шествие. На 24 май и на 14 ноември жънат овации в столичния клуб Суингинг хол.
- 2013: на 13 юли музикантите са гвоздеят в програмата на партито по случай откриването на новата сграда на Opencode Systems Ltd. Завършват концерта под бурните аплодисменти на публиката със следните думи, изречени с тих глас от фронтмена на групата „Запомнете – оркестър „Карандила“, най-добрите..., най-сербез...“. Последната фраза се превръща в легендарна и остава запазена марка за групата.

## Издадени записи
- „Gipsy Summer“ (1999 г.) – „Циганско лято: разкази за оцеляване“
- „Never Say No“ (2000 г.) – „Няма не искам, няма недей“
- „Revolution“ (2003 г.) – „Революция“
- „Cyclops Camel“ (2005 г.) – „Камилата Циклоп“